# Who (canción de Diana Ross)
«Who» (español: Quién) es el tercer y último sencillo del álbum de Diana Ross Silk Electric (1982). Escrito por Barry Blue y Rod Bowkett, fue lanzado en 1983 y producido por la misma Ross, quien también produjo la mayoría del álbum.

## Listas musicales
| Lista musical (1983) | Posición más alta | Período  |
| -------------------- | ----------------- | -------- |
| Dutch Top 40         | 44                | 1 semana |